# Схаутен, Яп
Яп Схаутен (нидерл. Jaap Schouten, род. 9 декабря 1984) — голландский гребец, призёр чемпионата мира 2007 и 2008 года и чемпионата Европы по академической гребле 2010 года. Специализировался на одиночных выступлениях в лёгком весе.

## Биография
Яп Схаутен родился 9 декабря 1984 года в городе Гааге, Южная Голландия. Профессиональную карьеру гребца начал с 1998 года. Тренировался на базе клуба «KSRV Njord» в Лейдене. Изучал юриспруденцию в университете Лейдена. В 2006 году был номинирован на премию города Лейден «спортсмен года», но по решению членов комиссии не соответствовал требованиям и был награждён лишь утешительным призом. В 2007 году его спортивная деятельность была признана удовлетворяющей все критерии отбора и ему была вручена награда. В 2009 году был вновь избран «спортсменом года». В 2011 году объявил о завершении спортивной карьеры и сконцентрировался на общественной и юридической деятельностью.
Первым соревнованием международного уровня, на котором Схаутен принял участие, был чемпионат мира по академической гребле 2001 года среди юниоров в немецком городе Дуйсбург. В финальном заплыве двоек без рулевого с результатом 06:49.960 голландская пара заняла 1 место в заплыве группы C.
Первая медаль в карьере Схаутена была добыта на чемпионате мира по академической гребле 2007 года, проходившем в Мюнхене, Германия. С результатом 6:58.81 в одиночном заплыве в лёгком весе он финишировал третьим, пропустив вперед соперников из Италии (6:57.43 — 2-е место) и Новой Зеландии (6:53.89 — 1-е место).
Следующая медаль была получена во время соревнований в австрийском городе Линц, где в 2008 году проходил чемпионат мира по академической гребле. В финальном заплыве одиночек в лёгком весе с результатом 06:52.730 он финишировал вторым, уступив первенство сопернику из Новой Зеландии (6:52.38 — 1-е место), но опередив гребца из Греции (6:55.00 — 3-е место)